# Fritz Haber
Fritz Haber (Breslau, 9. prosinca 1868. – Basel, 29. siječnja 1934.), njemački kemičar.
Godine 1918. dobio je Nobelovu nagradu za kemiju.